# Fritz Abromeit
Fritz Abromeit (født 30. oktober 1923, død 4. oktober 2004) var en tysk fodboldspiller (angriber).
Abromeit spillede hele sin karriere hos Rot-Weiss Essen. Han vandt både det tyske mesterskab med klubben, i 1953, og DFB-Pokalen, i 1955.

## Titler
Tysk mesterskab
- 1955 med Rot-Weiss Essen

DFB-Pokal
- 1953 med Rot-Weiss Essen